# 胡麻鶴彩
胡麻鶴 彩（ごまづる あや、1995年9月29日 - ）は、日本の女性声優。大分県大分市出身。マウスプロモーション所属。

## 略歴
幼い頃からテレビアニメ『犬夜叉』を見ており、それで声優を目指した。
2014年、大分県立大分西高等学校卒業後、東宝ミュージカルアカデミーに翌年まで在学。2016年1月よりボーカルグループ「StarLights」に参加。
ボーカルグループに参加しつつ、2016年4月よりマウスプロモーション附属俳優養成所に入所。2018年にマウスプロモーション所属。

## 人物
方言は大分弁。趣味・特技は歌（ポップス、ミュージカル、ゴスペル）・ダンス（ジャズ、バレエ、タップ、ヒップホップ）・1人ミュージカル・美味しいチョコミント探し・観劇。

## 出演
太字はメインキャラクター。

### テレビアニメ
2017年
- リトルウィッチアカデミア（劇中歌コーラス）

2020年
- 半妖の夜叉姫（2020年 - 2022年、金鳥、生徒、千代、友人） - 2シリーズ

2022年
- BORUTO-ボルト- NARUTO NEXT GENERATIONS（桶柑）
- マブラヴ オルタネイティヴ（オペレーター）
- ジョジョの奇妙な冒険 ストーンオーシャン（2022年 - 2023年、女囚A、女性客A） - 2シリーズ

2023年
- 名探偵コナン（女性銀行員）
- 青のオーケストラ（女子生徒）
- もののがたり（女嬬）

2024年
- ネガポジアングラー（漫画喫茶店員）
- 忍たま乱太郎（忍たま）

2025年
- ロックは淑女の嗜みでして（女生徒、女子生徒、女客、ファン）

### 劇場アニメ
- アイカツ！ 10th STORY ～未来へのSTARWAY～（2023年、レポーター）

### Webアニメ
- マウスどうぶつえん（2018年 - 、ゴマフアザラシのあや）
- 不溶の銀（2018年、女の子）
- マウスどうぶつえん名作劇場（2020年、ゴマフアザラシのあや）

### ゲーム
- ディフェンスウィッチーズ2（2017年、ニコラ）
- 放置少女〜百花繚乱の萌姫たち〜（2017年、徐庶、夏侯覇）
- ヴァイタルギア（2018年、シャルル、ミウ、リック）
- メリーガーランド（2019年、ミカエラ、ギュンター、リアーヌ）
- コール オブ デューティ ヴァンガード（2021年、パドマヴァティ・バラン）
- ウマ娘 プリティーダービー 熱血ハチャメチャ大感謝祭!（2024年）

### ドラマCD
- MAUSU THEATER

### ボイスコミック
- いじめ -いびつな心-（佐藤さん）
- スライム聖女（2024年、母親[18]）

### オーディオブック
- 猟奇犯罪捜査班 藤堂比奈子シリーズ

### 吹き替え

#### 映画
- クリスマスに降る雪は（ジュリー・レイエス〈イザベラ・メルセード〉）
- CHLOE/クロエ（ベッキー）
- サムワン・グレート -輝く人に-
- タロット 死を告げるカード（マデリン〈ハンバリー・ゴンザレス〉[19]）
- TALK TO ME トーク・トゥ・ミー
- フィール・ザ・ビート
- フライ・ミー・トゥ・ザ・ムーン[20]
- Mr.ノボカイン（女職員[21]）

#### ドラマ
- キングダム シーズン2（イ・ヨム、訓練大将の妻）
- グレイズ・アナトミー 恋の解剖学（ベティ、テス、サラ、ベイリー坊や）
- JAILERS/ジェイラーズ（リヴィア）
- シットコム大運動会（シャカ、若いマディア）
- ザ・モーニングショー（クレア）
- スイート・マグノリアス（アンリーズ・ジャッジ〈アニー・サリバン〉）
- ソウルメイト
- トゥー・オールド・トゥー・ダイ・ヤング（ジェイニー〈ネル・タイガー・フリー〉）
- トランスプラント 戦場から来た救命医（アミラ、ヴィヴィアン）
- にわかパパと娘の夏休み（テリ）
- パージ シーズン2（ケレン、サラ）
- ファミリー・ストーリー〜これみんな家族なの?〜（シャカ）
- ファミリー・ストーリー〜マッケラン家のクリスマス〜（シャカ）
- BULL / ブル 法廷を操る男 シーズン3（サム・ローウェル）
- ホークアイ（幼いケイト・ビショップ、ウェンディ、スティーヴィー、アンナ）
- LUCIFER/ルシファー シーズン5（シスター・フランシーン）
- ロキ（ハンターC20、ウェイトレス）

### ボイスオーバー
- ブリティッシュ ベイクオフ（キャンディス）
- ボンダイビーチ動物病院

### CM
- JAあぐりタウン げんきの郷「たべものさんありがとう」（ナレーション）

### ラジオ
- 目黒FM「よみほぐ」

### その他コンテンツ
- TapNovel公式チャンネル 配信動画
  - りっちゃんのピアス（2023年、茜、佐藤恵子[22]）
  - 胸キュンウィルス（2023年、南野ふみ[23]）
  - 坂道にいる逢坂くん（2023年、クラスメイト2[24]）
  - 天崎くんは甘やかしたい。（2023年、スタッフ2[25]）
- スライム聖女 PV（2024年、女性[26]）

### シリーズ一覧
1. ↑  壱の章（2020年 - 2021年）、弐の章（2021年 - 2022年）
2. ↑  第2クール（2022年）、第3クール（2023年）